# Истерия! (телесериал)
«Истерия!» (англ. Hysteria!) — американский комедийный хоррор-сериал с элементами триллера, созданный Мэттью Скоттом Кэйном. Премьера состоялась на стриминговом сервисе Peacock 18 октября 2024 года.
Действие сериала происходит в 1989 году в маленьком городке, который подвергается нападкам со стороны сатанистов, мотивы и цели которых неясны.
4 февраля 2025 года стало известно, что сериал был закрыт после первого сезона.

## Сюжеты
События разворачиваются в конце 80-х годов прошлого столетия, во времена массовой истерии и сатанинской паники в США. Когда исчезает защитник университетской команды, музыкальная группа в стиле хеви-метал решает воспользоваться повсеместным интересом к оккультизму и создать репутацию сатанинской метал-группы. Все меняется после того, как в городе происходит серия таинственных убийств и похищений. Сообщения о «сверхъестественной активности» привели к тому, что среди американцев начинается охота на ведьм. В зону риска попадают и главные герои.

## В ролях

### Главные
- Эмджей Энтони — Дилан Кэмпбелл
- Кьяра Аурелия — Джордан «Джорди» Стэнвик
- Кезии Кёртис — Спуд
- Никки Хан — Фейт Уайтхед
- Анна Кэмп — Трейси Уайтхед
- Джули Боуэн — Линда Кэмпбелл
- Брюс Кэмпбелл — Бен Дэндридж

### Второстепенные
- Джессика Треска — Джудит
- Нолан Норт — Джин Кэмпбелл
- Элайджа Ричардсон — Клифф
- Брэндон Батлер — Райан Хадсон
- Гаррет Диллахант — Преподобный
- Милли Шапиро — Ингрид
- Эллисон Скальотти — офицер Олсен
- Дженни Пейдж — Эбигейл Перкинс
- Джессика Луза — Кэсси Дэндридж

## Сезоны
| Сезон | Серии | Серии | Даты показа     | Даты показа     |
| Сезон | Серии | Серии | Первая серия    | Последняя серия |
| ----- | ----- | ----- | --------------- | --------------- |
| 1     | 8     | 8     | 18 октября 2024 | 18 октября 2024 |

## Эпизоды

### Сезон 1(2024)
| № общий | № в сезоне | Название                                                  | Режиссёр            | Автор сценария     | Дата премьеры   |
| ------- | ---------- | --------------------------------------------------------- | ------------------- | ------------------ | --------------- |
| 1       | 1          | «Истерия» «Hysteria»                                      | Джордан Вот-Робертс | Мэттью Скотт Кэйн  | 18 октября 2024 |
| 2       | 2          | «Умереть молодым» «Die Young»                             | Венди Станцлер      | Джеймс Флэнеган    | 18 октября 2024 |
| 3       | 3          | «Могу ли я поиграть в безумие?» «Can I Play With Madness» | Алонсо Альварес     | Мэйси Калвер       | 18 октября 2024 |
| 4       | 4          | «Пляска смерти» «Dance Macabre»                           | Шена Стейн          | Хаким Хилл         | 18 октября 2024 |
| 5       | 5          | «Мать» «Mother»                                           | Миллисент Шелтон    | Памела Гарсиа Руни | 18 октября 2024 |
| 6       | 6          | «Говорение на языках» «Speaking in Tongues»               | Эдуардо Санчес      | Дэни Паркер        | 18 октября 2024 |
| 7       | 7          | «Уже поздно» «It’s Late»                                  | Венди Станцлер      | Дэвид Гудман       | 18 октября 2024 |
| 8       | 8          | «Небеса в огне» «Heaven’s on Fire»                        | Джордан Вот-Робертс | Мэттью Скотт Кэйн  | 18 октября 2024 |

## Производство

### Разработка
В августе 2022 года было объявлено, что стриминговый сервис Peacock заказал сериал «Истерия!», действие которого происходит во время сатанинской паники 1980-х годов. Сценаристом был назначен Мэттью Скотт Кейн, а режиссёрами и исполнительными продюсерами будущего сериала были назначены Джонатан Голдштейн и Джон Фрэнсис Дейли. Режиссёром первого эпизода стал Джордан Вот-Робертс, а Дэвид Гудман стал шоураннером, сценаристом и исполнительным продюсером сериала.

### Кастинг
В апреле 2023 года было объявлено, что Джули Боуэн получила главную роль Линды Кэмпбелл. Позже в том же месяце к актёрскому составу присоединились Эмджей Энтони, Кьяра Аурелия, Кезии Кёртис, Никки Хан и Анна Кэмп. В том же месяце стало известно, что Брюс Кэмпбелл присоединился к актёрскому составу в роли Бена Дэндриджа. В феврале 2024 года стало официально известно, что актёры Нолан Норт, Гаррет Диллахант, Элайджа Ричардсон, Милли Шапиро, Эллисон Скальотти и Джессика Треска присоединились к актёрскому составу в ролях Джина, Преподобного, Клиффа, Ингрид, офицера Олсена и Джудит соответственно.

## Критика
На сайте-агрегаторе Rotten Tomatoes сериал получил положительную оценку в 91% на основе 22 рецензий со стороны критиков. Консенсус сайта гласит: «Причудливая как по сюжету, так и по стилю, „Истерия!“ — это весёлое времяпрепровождение для зрителей, которым нравится, когда в фильмах ужасов есть юмор».
На сайте Metacritic сериал получил оценку в 62 балла из 100 на основе 7 рецензий со стороны критиков, что указывает на «в целом положительные отзывы».